# To søstre
To søstre eller På terrassen er et olie på lærred maleri fra 1881 af den franske kunstner Pierre-Auguste Renoir. Maleriets dimensioner er 100,5 cm × 81 cm. Renoir gav maleriet titlen To søstre (fransk: Les Deux Sœurs) og den første ejer Paul Durand-Ruel gav maleriet titlen På terrassen (fransk: Sur la terrasse).
Renoir arbejdede på maleriet på Maison Fournaises terrasse, en restaurant der ligger på en ø i Seinen i Chatou, Paris' vestlige forstad. Maleriet forestiller en ung kvinde og hendes yngre søster der sidder udendørs med en lille kurv indeholdende uldbolde. Bag terrassens rækværk kan man se buskadser og løv og floden Seine i baggrunden.
Fra 1880 til 1881, kort tid før han arbejde på To søstre, arbejdede Renoir det samme sted på et andet velkendt maleri, Sejlernes frokost.
Jeanne Darlot (1863-1914), en kommende skuespiller, der var 18 år gammel på tidspunktet, stod model til "den ældste søster." Det er ukendt hvem der stod model til den "yngre søster," men det er blevet anført, at modellerne ikke var i familie med hinanden.
Renoir begyndte at arbejde på maleriet i april 1881 og 7.  juli 1881 blev det købt af kunsthandler, Paul Durand-Ruel, for 1.500 francs. Maleriet blev præsenteret for offentligheden for første gang på den 7. impressionist-udstilling i foråret 1882. I 1883 vides det at maleriet var en del af kunstsamleren og udgiveren Charles Ephrussi samling, men i 1892 blev maleriet returneret til Durand-Ruel familiens samling.
I 1925 blev maleriet solgt til Annie S. Coburn fra Chicago for $100,000. Efter hendes død i 1932, blev maleriet testamenteret til Art Institute of Chicago, hvor det har været siden 1933.

## Trivia
Donald Trump ejer en kopi af kunstværket. Hans påstand om at det er det originale værk har været beskrevet af biografen Tim O'Brien. Dette er blevet officielt tilbagevist af Art Institute of Chicago, som ejer det originale værk.

## References
1. ↑  "Pierre-Auguste Renoir — Two Sisters (On the Terrace), 1881". Art Institute of Chicago. Hentet 30. april 2013.
2. ↑  "Exhibition archive — Auguste Renoir "The Two Sisters (On the Terrace)", from the collection of the Art Institute of Chicago, 3 July 2001 – 16 September 2001". The State Hermitage Museum. Hentet 9. november 2014.
3. ↑  "Overview: Renoir's Two Sisters (On the Terrace)". Art Institute of Chicago. Hentet 30. april 2013.
4. ↑  Bilton, Nick (13. oktober 2017). "Donald Trump's Fake Renoir: The Untold Story". Vanity Fair.